# Даниил II (епископ Смоленский)
Епископ Даниил (ум. март 1397, Москва) — епископ Русской православной церкви, епископ Смоленский, возможно позднее был епископом Звенигородским.

## Биография
Около 1375 года хиротонисан во епископа Смоленского митрополитом Алексием, став последним архиереем, которого между 1374 и 1378 гг. поставил свт. Алексий. Его поставление стало возможным благодаря разрыву Смоленска с Литвой.
К началу 1380-х годов, по-видимому из-за промосковской позиции, Даниил был лишён кафедры (Смоленск в это время вновь вошёл в сферу влияния Великого Литовского княжества) и уехал в Москву.
В 1383 году великий князь Димитрий Донской дал Даниилу в епаршее владение городе Звенигород, и он стал именоваться «владыкою Звенигородским». Не ясно, означает ли это назначение на самостоятельную Звенигородскую кафедру, либо титулярную или он просто жил на покое в Звенигороде.
Зимой 1382/1383 года Даниил в Переяславле-Залесском вместе с Киевским митрополитом Пименом и Ростовским епископом Матфеем Гречином совершил хиротонию Саввы во епископа Сарского и Подонского. В сообщении Троицкой летописи об этом событии Даниил назван «владыкой Звенигородцким».
17 января 1389 года вместе с Киевским митрополитом Пименом и Рязанским епископом Феогностом, возможно, также и со Смоленским епископом Михаилом, Даниил совершил хиротонию во архиепископа Новгородского Иоанна III в московском Архангельском соборе.
В апреле 1389 года, когда Пимен тайно от великого князя уехал из Москвы в Константинополь, чтобы добиваться отмены постановления о своем низложении, Даниил вместе со многими архиереями и клириками сопровождал митрополита до Дона.
20 мая 1389 года Даниил участвовал в отпевании и похоронах в Архангельском соборе благоверного великого князя Димитрия Иоанновича.
В 1391 года вместе с митрополитом Киприаном, греческими митрополитами Матфеем и Никандром, Смоленским епископом Михаилом и Пермским епископом Стефаном ездил в Тверь, где участвовал в суде над епископом Тверским Евфимием (Висленем), которого великий князь Михаил Александрович лишил кафедры.
В последние годы жизни Даниил, очевидно, не принимал участия в общецерковных делах; он не упоминается среди архиереев, участвовавших в епископских хиротониях в Москве.
Даниил скончался в марте 1397 года в Чудовом монастыре, где и был похоронен.